# James Brabazon
James Martin Brabazon (ur. 18 lutego 1972) − brytyjski reżyser filmów dokumentalnych, dziennikarz, pisarz.
Brabazon jest znany ze swoich prac w miejscach konfliktów zbrojnych. Po raz pierwszy świat usłyszał o nim, kiedy jako jedyny z dziennikarzy udokumentował rebeliantów LURD walczących przeciwko prezydentowi Liberii – Charlesowi Taylorowi podczas Drugiej Liberyjskiej Wojny Domowej.
Podczas pobytu w Liberii, Martin napotkał południowoafrykańskiego najemnika – Nicka du Toit i zatrudnił go jako swojego ochroniarza. W swojej książce "Mój przyjaciel najemnik", Brabazon opowiada o doświadczeniach z liberyjskiej wojny domowej, o swojej przyjaźni z Nickiem i o jego roli podczas nieudanej próbie zamachu stanu w Gwinei Równikowej.
W 2013 roku James stworzył razem z HBO dokument "Którędy stąd na linię frontu? Życie i czas Tima Hetheringtona." Dokument ten opowiada historię fotografa – Tima Hetheringtona, bliskiego przyjaciela i współpracownika Brabazona, który zginął podczas fotografowania wojny domowej w Libii w kwietniu 2011 roku. Dokument został nominowany do Oscara w kategorii Najlepszy Film Dokumentalny.

## Początki kariery
James ukończył studia magisterskie na Uniwersytecie Cambridge w 1994 roku. Rozpoczął swoją karierę jako fotoreporter w Londynie i Paryżu. Później przeniósł się do Nairobi w Kenii w celu podjęcia pracy jako producent wiadomości telewizyjnych przy współpracy z Kenijską agencją Camerapix.

## Liberyjska Wojna Domowa
W maju 2002 roku Brabazon wyruszył w podróż do ogarniętej wojną domową Liberii. Skontaktował się z organizacją Liberyjczycy Zjednoczeni na rzecz Pojednania i Demokracji (LURD), która była bardzo liczną jednak, nieudokumentowaną grupą walczącą przeciwko prezydentowi Charlesowi Taylorowi.
Reporter podjął marsz przez Liberię w kierunku jej stolicy – Monrovii, zostając jedynym dziennikarzem, który pokazał liberyjskich partyzantów światu. James zachował obiektywność, mówił o zbrodniach popełnionych przez LURD, na przykład o torturowaniu więźniów sił rządowych, czy zabijaniu więźniów wojennych w celu rytualnego kanibalizmu. Jednakże Brabazon zaprzeczał, jakoby afrykański buntownik miał być krwiożerczą bestią:
"Rzeczą, która mnie najbardziej zaniepokoiła, było to, że po odrzuceniu znamion wojny, ci ludzie byli tacy sami jak ja i ty... Pod koniec dnia patrzyłeś w oczy kogoś, kto jest po prostu wyczerpanym więźniem i to co naprawdę widzisz, to twoje własne odbicie".
Brabazon stwierdził, że po powrocie z Liberii skutecznie udało mu się wyleczyć zespół stresu pourazowego.
W październiku 2002 roku i czerwcu 2003 Brabazon dwa razy podróżował do Liberii, ostatni raz z fotografem Timem Hetheringtonem.
Podstawami filmów dokumentalnych Brabazona "Liberia: Podróż bez map (2002)" i "Liberia: Niedomowa Wojna (2004)" stały się zdarzenia, które obserwował podczas wojny domowej w Liberii.

## "Mój przyjaciel najemnik"
W Liberii, James spotkał Nicka du Toit, południowoafrykańskiego najemnika, handlarza bronią. Brabazon zatrudnił go jako swojego ochroniarza i szybko go polubił. Mimo, związanego z przeszłością weterana epoki apartheidu RPA, niepokoju reportera, zaprzyjaźnił się on z Nickiem.
Podczas pobytu we Wschodniej Afryce w 2003, Nick poinformował Brabazona o swoim udziale w spisku przeciwko prezydentowi Gwinei Równikowej – Teodorowi Obiangowi. Du Toit zaoferował reporterowi możliwość sfilmowania przebiegu akcji. Martin zgodził się udokumentować operację. Jednakże Brabazon nie dostał żadnej wiadomości od du Toita potwierdzającej, że wszystko idzie zgodnie z planem i ostatecznie nie znalazł się na pokładzie samolotu lecącego do Gwinei.
Próba obalenia Obianga zakończyła się fiaskiem, kiedy władze Zimbabwe odkryły, że samolot, którym leciał Nick miał być użyty do przewiezienia ludzi i sprzętu do Gwinei Równikowej. Ta próba zamachu zyskała międzynarodowy rozgłos wkrótce po tym, jak okazało się, że sir Mark Thatcher, syn byłej premier Wielkiej Brytanii – Margaret Thatcher, był zaangażowany w finansowanie spisku.
Nick du Toit został aresztowany w Gwinei Równikowej razem z czternastoma innymi mężczyznami. Oskarżony jako dowódca grupy, du Toit ostatecznie został uznany za winnego i skazany za zdradę na 34 lata więzienia w niesławnym Playa Negra (z hiszp. "Czarna Plaża"). Został ułaskawiony przez prezydenta Obianga w 2009 roku po odbyciu pięciu lat i ośmiu miesięcy kary.
Du Toit twierdził, że w czasie odbywania kary był torturowany, bity i głodzony. Brabazon mówił, że odczuwał zarówno poczucie winy, jak i ogromną ulgę, że nie podzielił losu Nicka.
Wspomnienia Jamesa "Mój przyjaciel najemnik" (w Polsce książka wydana przez Wydawnictwo A.A.B w 2012 roku, przełożone przez Stanisława Kroszczyńskiego) opowiada historię przyjaźni autora i Nicka, a także historię zdarzeń poprzedzającej próbę zamachu.
W marcu 2014 roku radio NPR w ramach serii "Snap Judgment" Brabazon udzielił wywiadu. Mówił o swoich przemyśleniach dotyczących jego pracy w Liberii i przyjaźni z du Toitem.

## Inne prace
W 2013 roku James wyprodukował dokument "Którędy stąd na linię frontu? Życie i czas Tima Hetheringtona .", który został nominowany do Oscara. Film został wyemitowany na HBO i BBC Storyville, a opowiadał on o fotografie Timie Hetheringtonie, który był przyjacielem Brabazona. Hetherington został zabity podczas kręcenia materiałów o wojnie domowej w Libii w kwietniu 2011 roku. Brabazon i Hetherington spotkali się w Londynie w czasie, kiedy James przygotowywał film „Liberia: Niedomowa Wojna”.
Brabazon wyprodukował 21 filmów w serii Channel 4 "Nieudokumentowany Świat". Kraje, które odwiedził w ramach tej serii to: Somalia, Indie, Wybrzeże Kości Słoniowej, Kolumbia, Angola, Kamerun, Papua-Nowa Gwinea i Syria. James stworzył także sześć dokumentów dla Channel 4 w serii "Dispatches".
Dodatkiem do jego pracy jako reżysera i fotografa stanowiły teksty, które pojawiły się w Newsweeku, magazynie The Guardian Weekend, Monocle i The Independent.
W 2006 roku Brabazon został powołany jako biegły sądowy w sprawie zbrodni wojennych Guusa Kouwenhovena – handlarza bronią działającego w Liberii podczas kadencji Charlesa Taylora.

## Życie prywatne
James Brabazon mieszka w Wielkiej Brytanii.